# Resolució 539 del Consell de Seguretat de les Nacions Unides
La Resolució 539 del Consell de Seguretat de les Nacions Unides, aprovada el 28 d'octubre de 1983, després d'escoltar un informe del Secretari General de les Nacions Unides i reafirmar les resolucions 301 (1971), 385 (1978), 431 (1978), 432 (1978), 435 (1978), 439 (1978) i 532 (1983) el Consell va condemnar l'ocupació continuada de Namíbia, llavors coneguda com a Àfrica del Sud-oest, per Sud-àfrica i la tensió i inestabilitat que provoca.
La resolució també va condemnar Sud-àfrica per la seva obstrucció de l'aplicació de resolucions anteriors sobre Namíbia i va rebutjar els seus intents d'enllaçar qüestions irrellevants amb la declinació de la independència de Namíbia. El Consell va reafirmar que l'única base per a una solució pacífica del problema és permetre la independència de Namíbia.
Finalment, el Consell va instar a Sud-àfrica a que cooperara amb el secretari general sobre els plans d'aplicació de les disposicions de les Nacions Unides descrites en la Resolució 435, que li demanaven que informés al Consell abans del 31 de desembre de 1983.
La resolució 539 es va aprovar amb 14 vots contra cap, mentre que els Estats Units es van abstenir de votar.